# 提姆·華茲
蒂莫西·詹姆斯·沃茨（英語：Timothy James Walz；1964年4月6日—），美国民主党籍政治人物、前美国陆军士官長和教师，現任明尼苏达州州长。沃茨曾经在美国国民警卫队服役24年。曾於2007年至2019年担任明尼蘇達州第一國會選區聯邦众议员。
沃茨出生于内布拉斯加州西点，曾祖父是來自德國的移民；高中毕业后，沃茨从事制造业，并在国民警卫队服役，晋升为指揮士官長。凭借《退伍軍人權利法》，他在内布拉斯加州的沙德倫州立學院进修，获得教师学位，之后于1996年搬到了明尼苏达州。在竞选国会议员之前，他在曼凱托学区担任高中教师与橄榄球教练。2006年，他击败连任六届的共和党时任议员基爾·庫特耐特，当选为明尼苏达州第一国会选区的美国众议院议员，随后连任五届直到当选州长。沃茨代表的是明尼苏达州南部与爱荷华州边界的一个以农村为主的选区。
2018年11月6日，沃茨击败共和党候选人杰夫·约翰逊，当选明尼苏达州州长。他在2022年明尼苏达州州长选举中成功连任，击败共和党候选人史考特·詹森。
2024年8月6日，民主党总统候选人賀錦麗宣布提名沃茨为竞选搭档，使他成为民主党副总统候选人，他的出身被認為可以抗衡共和黨副总统候选人J·D·万斯的形象，並可能有助於守住五大湖地区的搖擺州，但最終在大選中競選失利。

## 職業生涯

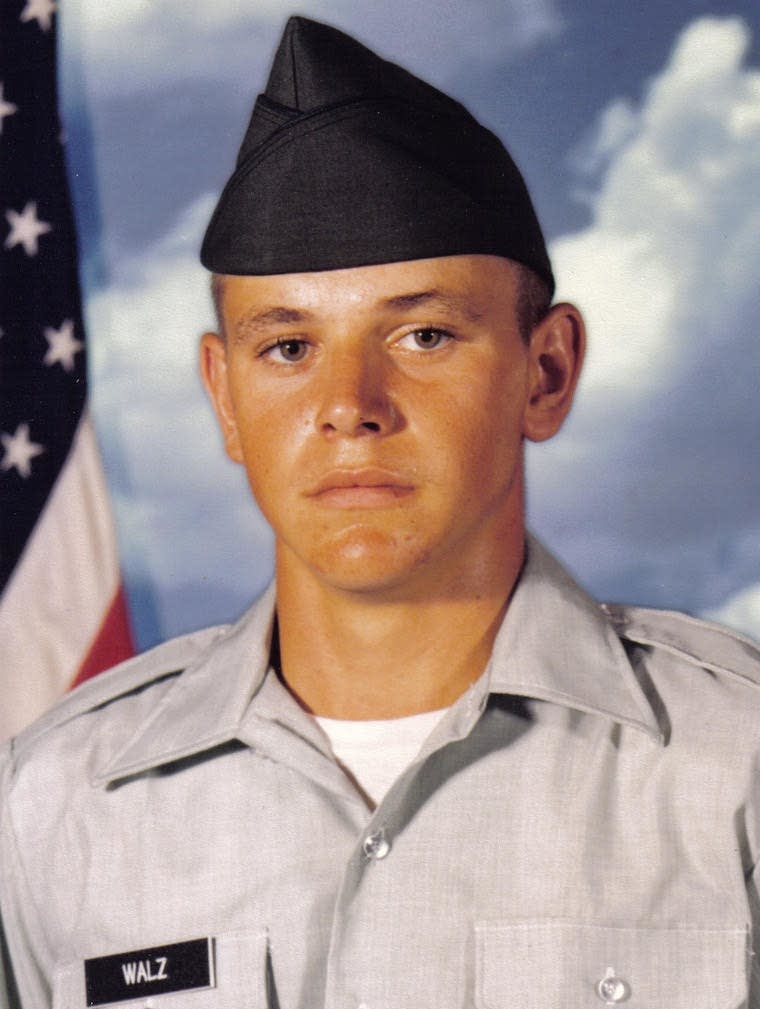
攝於1981年，當時提姆·華茲進入美國陸軍國民兵本寧堡陸軍基地服役

### 教師
瓦尔茨于1989年从查德伦州立大学毕业后，透過哈佛大學的WorldTeach計劃参加了在中国佛山一中为期1年的志愿支教项目，任教期间向学生教授英语和美国历史。在中國工作期間，他曾多次到訪澳門，亦曾經乘臥舖火車到訪北京。當時佛山一中的師生替他取粵語音近Tim Walz的漢名「田華」，但多數時間慣以粵語「阿添」、「添」（tim1）稱呼他。从中国回来后，瓦尔茨在内布拉斯加州的阿莱恩斯从事教学和教练的工作。在这里他遇到了他的妻子，英语教师格温·惠普尔。他与格温于1994年6月4日结婚，并在两年后移居到了格温的故乡明尼苏达州的曼凯托。瓦尔茨在曼凯托西高中教授社会研究与地理课程，兼任橄榄球教练。1996年，他以助理教练身份加入教练组时，球队已经连输27场比赛。三年后，该队赢得了球队历史上第一个明尼苏达州冠军。
1999年，瓦尔茨同意出任曼凯托西高中第一个同性恋-异性恋联盟社团的教师顾问。他和妻子还经营着教育旅行公司Educational Travel Adventures，组织高中生到中国进行暑期研学旅行。華茲亦曾擔任澳門理工大學國際關係客座研究員。2001年，瓦尔茨在明尼苏达州立大学曼卡托分校获得了理学硕士学位。2006年3月，他辞去教学工作以专注于国会竞选活动。

### 国会议员（2007年—2019年）
2005年2月10日，瓦尔茨在明尼苏达州第一国会选区申请竞选众议院议员。沃尔兹竞选活动的核心是反对伊拉克战争，那一年伊拉克战争的民众支持度正在下降。最终瓦尔茨以53%的支持率赢得了选举。2008年，他又以62%的得票率赢得了第二个任期。在2010年以49%的得票率赢得了第三个任期。2018年，沃尔兹没有竞选第七个任期，而是选择竞选州长。

### 州长

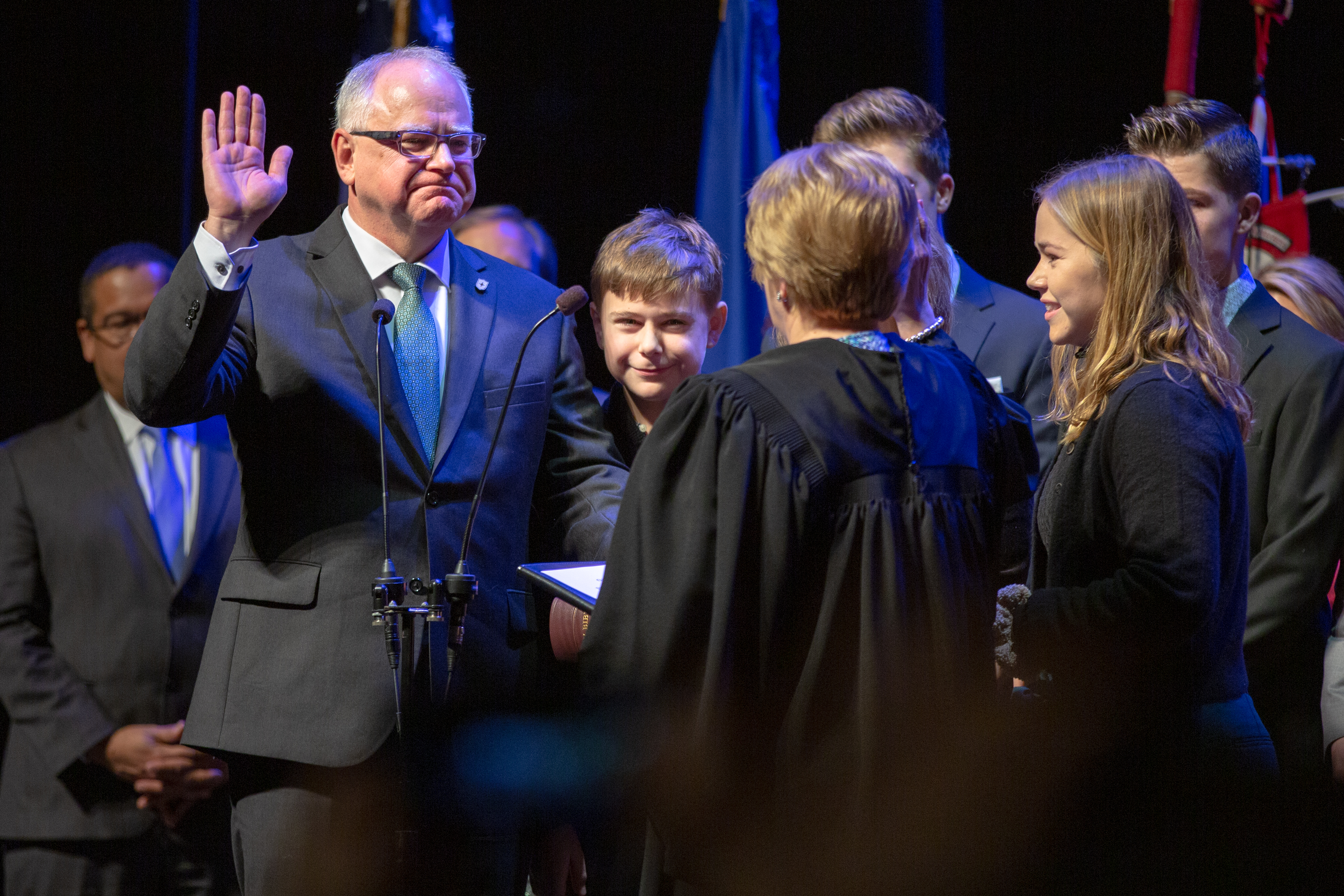
2019年，蒂姆·沃尔兹宣誓就任明尼苏达州第41任州长

2017年3月，在明尼苏达州州长马克·代顿选择不再寻求连任后，沃尔兹宣布他将竞选州长。他在民主党初选中的主要对手是州众议员艾琳·墨菲（Erin Murphy）。此后不久，州检察长洛里·斯旺森（Lori Swanson）在竞选后期参加了竞选。沃尔兹在8月的初选中击败了墨菲和斯旺森。2018年11月6日，他以53.84%比42.43%的得票率击败明尼苏达州亨内平县的共和党提名人杰夫·约翰逊（Jeff Johnson）当选州长。在2022年美國中期選舉中，沃爾茲不但順利擊敗共和黨對手史考特·詹森連任州長，更領導民主黨在明尼蘇達州參議院取得自2016年以來的首次多數席位，使明尼蘇達州民主黨自2014年以來首次控制州的參眾兩院。

#### 警政改革
2020年5月26日，當乔治·弗洛伊德之死引发的示威活动在明尼阿波利斯爆發時，沃爾茲和副州長佩吉·弗拉納根要求伸張正義，並稱明尼阿波利斯警察德里克·肖萬跪在乔治·弗洛伊德脖子上的影片令人不安。沃爾茲闡述道，「這段令人不安的影片缺乏人性、令人作嘔。我們將得到答案並伸张正義」。沃爾茲對佛洛伊德被謀殺後廣泛抗議的最初反應受到了政治對手和其他團體的批評。後來，他對謀殺案做出了回應，命令明尼蘇達州立法機關重新召開關於警察改革和問責制立法的特別會議。警察改革在6月第一次特別會議未能通過後，於7月召開了第二次特別會議。7月21日，立法機關通過了重大警察改革立法。

## 政治立场
瓦尔茨被认为持有中间或进步主义的政治立场。

### 社会议题

#### 兒童福利
沃爾茲比較關注兒童教育和福利，在2023年沃爾茲簽署普遍的學校免費早午餐法案，為學童免費提供超過110萬份早餐和110萬份免費午餐。同時，沃爾茲增加了兒童稅收抵免，讓每擁有一個兒童的家庭享有約1750美元的稅收抵免，是全國最高的抵免額，在2023年共有 215,000個申請及437,000符合條件的兒童申請了稅收抵免。 

#### 勞工福利
沃爾茲在2023年簽署法案，法案將加徵0.7%雇主工資稅，以提供資金允許勞工每年享受最多20週的帶薪家庭假和病假，預期在2026年1月1日正式執行。儘管法案包括對小型公司的保費減免，仍有一些批評者認為這政策將會增加企業成本。

#### 堕胎
瓦尔茨支持堕胎权。美国计划生育联合会给瓦尔茨的评级为100%，而反堕胎组织国家生命权利委员会给他的评级为12%。2023年1月，沃尔兹签署了《保护生育选择法案》，该法案保障明尼苏达州能够进行生育医疗保健，包括堕胎、避孕和生育治疗。在明尼苏达州，堕胎在怀孕的所有阶段都是合法的。

#### 大麻

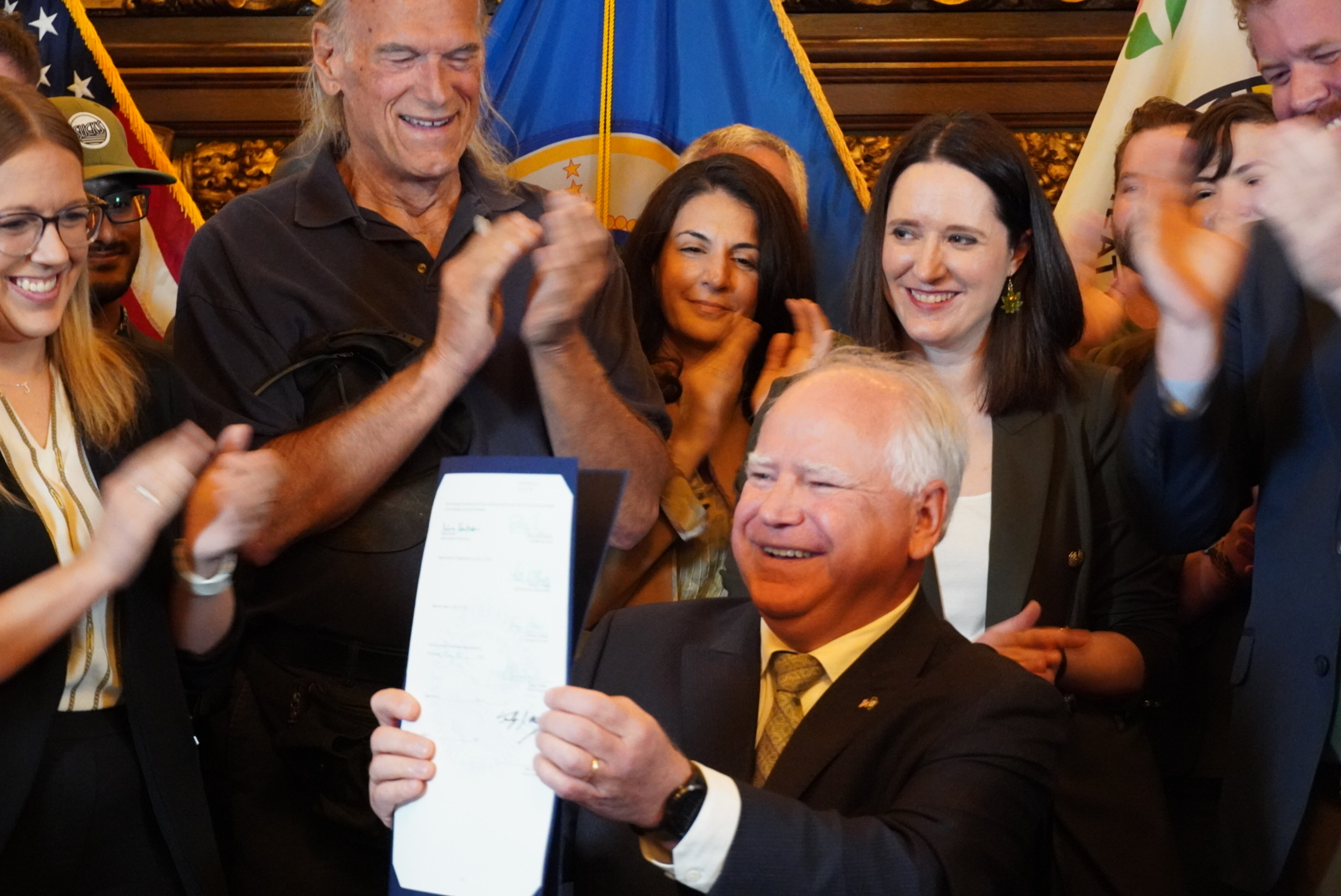
沃尔兹签署第100号文件，使娱乐性大麻合法化。

沃尔兹担任明尼苏达州州长支持娱乐性大麻合法化。2017年竞选州长时，他称：“我们有机会在明尼苏达州用一项能创造税收、增加就业、为明尼苏达州人创造机会，保护明尼苏达州的孩子，并信任成年人能基于个人自由做出个人决定的政策，来取代目前失败的政策。2022年，他提议成立大麻管理办公室以制定和实施“成人使用大麻监管框架”。 
2023年5月30日，他签署了众议院第100号文件，使明尼苏达州成为第23个的娱乐性大麻合法化的州，该法案于2023年8月1日生效。儘管明尼苏达州通過大麻合法化，但州政府并沒有放鬆相關的登記、監管和徵稅，法律規定娛樂用大麻的食品和飲料濃度不能超過5mg THC，也列明在駕駛時吸入任何大麻屬於重罪。在娱乐性大麻合法化的11個月內，已有1,873家相關企業註冊，並為州政府提供了10,022,635美元的稅收，平均每月高於90萬美元。

#### 持枪
在任职国会议员期间，瓦尔茨是枪支权利的坚定支持者，并得到全国步枪协会政治胜利基金（NRA-PVF）的支持。但在2018年佛罗里达校园枪击案发生后，他在《明星论坛报》发文谴责全国步枪协会。担任州长后，瓦尔茨宣布支持枪支管控。2023年，他签署了一项公共安全法案，该法案在明尼苏达州建立了普遍背景调查法和红旗法。

#### LGBT权益
沃尔兹支持LGBT权益。在2009年的一次演讲中，他呼吁结束关于性取向的“不问，不说”政策。沃尔兹投票支持了《马修·谢巴德和小詹姆斯·伯德的仇恨犯罪预防法案》和《性取向就业无歧视法案》。2011年，沃尔兹宣布支持《尊重婚姻法案》。成为州长后，沃尔兹签署了一系列支持LGBT社区的法案。2023年，他签署了禁止在明尼苏达州进行性取向矫正治疗并保护性别肯定护理的法案。

### 国际议题

#### 對華政策
由於在中國的工作經驗，華茲被認為是一位「中國通」，他亦因此會講少量普通話和粵語。在對華政策方面，華茲曾於2016年的一場講話中表示他認為美國與中國不一定要成為一種敵對關係，彭博社則形容他主張在軍事和經濟方面繼續與中國競爭，但在氣候或毒品販運方面應盡可能合作。另一方面，在人權議題上，華茲的態度比較強硬。2016年，華兹曾與第十四世達賴喇嘛會面，亦曾與黃之鋒於入獄前見面。他亦是《香港人權與民主法案》的支持者之一。
有評論認為，賀錦麗選擇以華茲為副手，可以彌補她對華經驗不足的缺點，但共和黨人在總統競選期間亦藉此對華茲猛烈抨擊。

#### 以哈战争
沃尔兹谴责了哈马斯于2023年10月7日对以色列发动的袭击，并下令在之后几天降半旗致哀。2024年，明尼蘇達州民主黨總統初選中有19%的選民投了“弃权票”，沃爾茲對那些抗議總統拜登處理以色列—哈馬斯戰爭方式的選民表示同情，稱他們是“积极参与者”。在谈到因美国援助以色列在加沙的战争而引发的抗议事件时，他说到，“这是一场人道主义危机。他們完全有權表達自己的意見....他们要求改变路线，要求施加更多压力...”、“以色列有自卫权，10月7日的暴行是不可接受的，但巴勒斯坦平民被卷入其中，这必须结束。”沃尔兹也表示支持加沙停火。